# Hande Ünsal
Hande Ünsal (* 25. Februar 1992 in Izmir) ist eine türkische Popmusikerin.

## Karriere
Hande Ünsal ist die Tochter der Sängerin Niran Ünsal. Sie studierte an der İstanbul Teknik Üniversitesi Türk Musikisi Devlet Konservatuvarı.
Ab dem Jahr 2014 arbeitete sie mit Aydın Kurtoğlu zusammen. Durch die entstandenen Kollaborationen machte Ünsal erstmals in der türkischen Popmusik-Szene auf sich aufmerksam. Später folgte eine Zusammenarbeit mit Ozan Doğulu.
Den Durchbruch feierte sie Ende 2018 mit dem Song Seni Sever Miydim?, der von Sinan Akçıl geschrieben wurde. Ihren Erfolg konnte sie durch die Veröffentlichung von nachfolgenden Hits wie Daha İyi, Yorgun Savaşçı oder Gönder Gelsin festigen.
Im Jahr 2025 erschien ihr Debüt-Album Halim.

## Diskografie

### Alben
- 2025: Halim

### Singles
| - 2013: Kül (Akustik) - 2016: İki Çift Laf (mit Aydın Kurtoğlu) - 2017: Derdim Çok (mit Ozan Doğulu) - 2018: Oyna Oyna - 2018: Seni Sever Miydim? - 2019: Nerdesin? - 2019: Daha İyi - 2020: İyi misin? - 2020: Yorgun Savaşçı - 2020: Sözüm Söz - 2021: Çok Sevmekten | - 2021: Gönder Gelsin - 2022: Ah Anlatsam (mit Alper Atakan) - 2022: Sana Değmez - 2022: Son Perde - 2022: Sen Yokken - 2024: Yangın - 2024: Yarı Deli - 2024: Yine Ölmem - 2025: Koş Gel - 2025: Lovelandım - 2025: Kayıp Parça (mit Emrah Karaduman) |

Quelle:

### Gastauftritte
- 2009: Sebebim (von Niran Ünsal – Hintergrundstimme)
- 2014: Köle (von Aydın Kurtoğlu – Hintergrundstimme)
- 2017: Spor Aşk (von Aydın Kurtoğlu – Hintergrundstimme)